# Tituly a vyznamenání Sofie Řecké

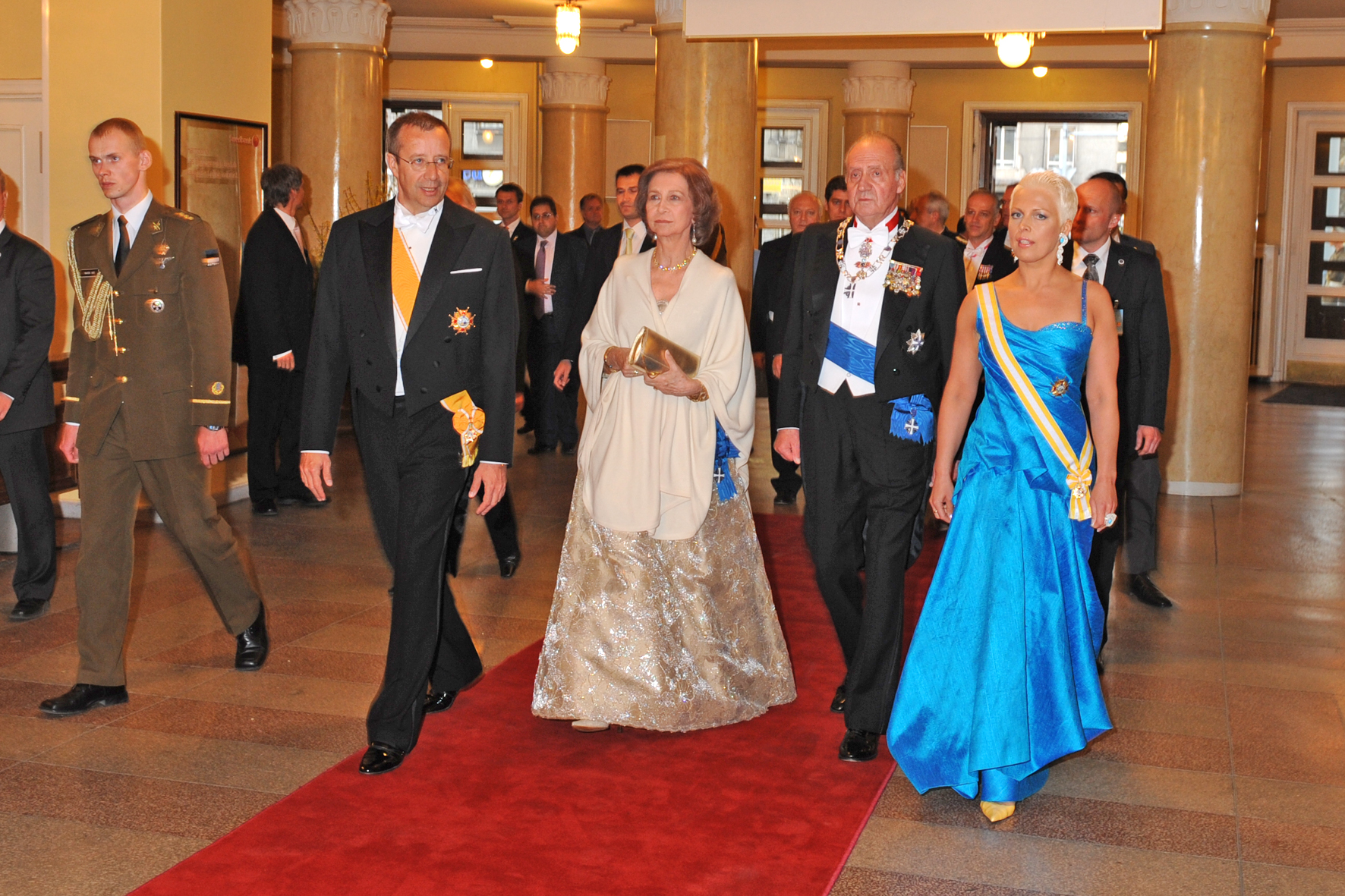
Její Veličenstvo Sofie Španělská během oficiální večeře má na sobě Řád kříže země Panny Marie (2009)

Sofie Řecká obdržela řadu titulů a vyznamenání jak během vlády svého manžela španělského krále Juana Carlose I., tak před jeho nástupem na trůn.

## Tituly
- 2. listopadu 1938 – 14. května 1962: Její královská výsost princezna Sofie Řecká a Dánská
- 14. května 1962 – 21. července 1969: Její královská výsost kněžna asturská
- 21. července 1969 – 22. listopadu 1975: Její královská výsost princezna Španělská
- 22. listopadu 1975 – 19. června 2014: Její Veličenstvo královna španělská
- 19. června 2014 – dosud: Její Veličenstvo královna Sofie Španělská

## Vyznamenání

### Španělská vyznamenání
- dáma velkokříže Řádu Karla III. – 10. května 1962 – udělil Francisco Franco[1]
- dáma velkokříže s řetězem Řádu Karla III. – 31. října 1983 – udělil král Juan Carlos I.[2]
- 1193. dáma Řádu královny Marie Luisy – 14. května 1962[3]
- Medaile Španělského červeného kříže

### Zahraniční vyznamenání
- Argentina
  -  velkokříž Řádu osvoboditele generála San Martína– 1. prosince 1978
- Belgie
  -  velkokříž Řádu Leopolda – 26. září 1978
- Brazílie
  -  velkokříž Řádu Jižního kříže – 16. května 1991
- Dánsko
  -  rytíř Řádu slona – 17. března 1980[4]
- Dominikánská republika
  -  velkokříž se zlatou hvězdou Řádu za zásluhy Duarta, Sáncheze a Melly – 13. listopadu 2000[5]
- Egypt
  -  Řád ctností nejvyšší třídy – 18. února 1997
- Ekvádor
  -  velkokříž Národního řádu svatého Vavřince – 13. května 1980
- Estonsko
  -  Řád kříže země Panny Marie I. třídy – 5. července 2007[6]
- Etiopie
  -  dáma velkokříže s řetězem Řádu královny ze Sáby
- Filipíny
  -  Řád Gabriely Silang
  -  velkokříž s řetězem Řádu zlatého srdce – 3. prosince 2007
- Finsko
  -  velkokříž s řetězem Řádu bílé růže – 1978[7]
- Francie
  -  velkokříž Řádu čestné legie
  -  velkokříž Národního řádu za zásluhy
- Guatemala
  -  velkokříž Řádu Quetzala – 10. září 1977
- Honduras
  -  velkokříž Řádu Francisca Morazána – 13. září 1977
- Chile
  -  velkokříž Řádu za zásluhy – 4. června 2001
- Island
  -  velkokříž Řádu islandského sokola – 16. září 1985[8]
- Írán
  -  člen I. třídy Řádu Plejád
  -  Pamětní medaile 2500. výročí Perské říše – 14. října 1971[9]
- Itálie
  -  rytíř velkokříže Řádu zásluh o Italskou republiku – 27. června 1996[10]
- Jamajka
  -  čestný člen Řádu Jamajky – 17. února 2009[11][12]
- Japonsko
  -  Řád drahocenné koruny I. třídy – 28. října 1980
- Jižní Afrika
  -  velkokříž Řádu dobré naděje – 15. února 1999[13]
- Jordánsko
  -  dáma velkostuhy s brilianty Nejvyššího řádu renesance – 20. října 1999
  -  velkostuha Řádu jordánské hvězdy – 26. března 1985
- Kolumbie
  -  velkokříž speciální třídy Řádu Boyacá
  -  velkokříž Řádu San Carlos – 26. ledna 1993
- Kostarika
  -  velkokříž Národního řádu Juana Mory Fernándeze – 26. ledna 1993[14]
- Libanon
  -  velkostuha Řádu za zásluhy – 19. října 2009
- Litva
  -  velkokříž Řádu Vitolda Velikého – 1. června 2005[15]
- Lotyšsko
  -  velkokříž s řetězem Řádu tří hvězd – 16. října 2004 – udělila prezidentka Vaira Vīķe-Freiberga[16]
- Lucembursko
  -  Nasavský domácí řád zlatého lva – 9. července 1980[17]
- Maďarsko
  -  velkokříž Záslužného řádu Maďarského řádu – 31. ledna 2005
- Malta
  -  čestný člen Řádu Xirka Ġieħ ir-Repubblika – 25. listopadu 2009[18]
- Maroko
  - speciální třída Řádu Muhammada – 18. září 2000
- Mexiko
  -  velkokříž Řádu aztéckého orla – 8. října 1977
- Německo
  -  velkokříž speciální třídy Záslužného řádu Spolkové republiky Německo – 19. dubna 1977
- Nepál
  -  Řád Ojaswi Rajanya – 19. září 1983

- Nigérie
  -  velkokříž Řádu Nigeru
- Nizozemsko
  -  rytíř velkokříže Řádu nizozemského lva – 8. října 1985
  -  Svatební medaile princezny Beatrix, princezny Oranžské a Clause van Amsberga – 1966
- Norsko
  -  velkokříž Řádu svatého Olafa – 12. dubna 1982
- Panama
  -  velkokříž speciální třídy Řádu Vasco Núñeze de Balboa – 16. září 1977[19]
- Peru
  -  velkokříž Řádu peruánského slunce – 5. července 2004
- Polsko
  -  rytíř Řádu bílé orlice – 14. května 2001
- Portugalsko
  -  velkokříž Řádu Kristova – 17. dubna 1978[20]
  -  velkokříž Řádu prince Jindřicha – 13. října 1988[20]
  -  velkokříž Řádu svatého Jakuba od meče – 23. srpna 1996[20]
- Rakousko
  -  velkohvězda Čestného odznaku Za zásluhy o Rakouskou republiku – 31. ledna 1978[21]
- Rumunsko
  -  velkokříž Řádu rumunské hvězdy – 26. listopadu 2003
- Řecko
  -  velkokříž Řádu Spasitele – 25. září 2001
- Salvador
  -  velkokříž se stříbrnou hvězdou Řádu José Matíase Delgada – 14. září 1977[22]
- Slovensko
  -  Řád bílého dvojkříže I. třídy – 22. října 2007 – udělil prezident Ivan Gašparovič[23][24]
- Švédsko
  -  rytíř Řádu Serafínů – 5. října 1979
  -  Medaile k 50. narozeninám krále Karla XVI. Gustava – 30. dubna 1996
- Thajsko
  -  dáma Řádu Mahá Čakrí – 22. února 2006[25]
  -  dáma velkokríže s řetězem Řádu Chula Chom Klao – 19. listopadu 1987
- Ukrajina
  -  Řád knížete Jaroslava Moudrého I. třídy
- Uzbekistán
  -  Řád za vynikající zásluhy – 24. ledna 2003 – udělil prezident Islam Karimov za velký přínos k rozvoji přátelských vztahů mezi španělským a uzbeckým národem, vynikající výsledky ve vědeckých, společenských a charitativních činnostech[26]
- Vatikán
  -  dáma velkokříže s řetězem Řádu Božího hrobu
  -  Pro Ecclesia et Pontifice
  -  Bene merenti
- Venezuela
  -  velkokříž Řádu osvoboditele – 8. září 1977[27]
- Zair
  -  velkokříž Národního řádu levharta – 1. prosince 1986

### Dynastické řády
- Bourbon-Obojí Sicílie
  -  dáma velkokříže spravedlnosti Konstantinova řádu svatého Jiří
- Řecká královská rodina
  -  dáma velkokříže Řádu svaté Olgy a Sofie